# 氷香戸辺
氷香戸辺（ひかとべ、生没年不詳）は、『日本書紀』に登場する古代日本の酋長。性別に関する記載はないが。「辺」は「女」の変化したもので、「戸辺」は「戸女」であり、「戸口にいる女」の意味ではないか、という説もある。

## 概要
「氷香戸辺」とは固有名詞ではなく、「氷上(ひかみ)の長」という地位を表す言葉であったようである。
『日本書紀』巻第五によると、崇神天皇の時、出雲臣（いずものおみ）の祖、出雲振根（いずものふるね）の出来事があってから、出雲では大神を祀らなくなった。そんな折、丹波国（兵庫県）の氷上(ひかみ)の人、氷香戸辺（ひかとべ）の小児が、自然にこう歌ったという。
「これは子供の言葉のようではありません。あるいは神が取り憑いて言うのかもしれません」と氷香戸辺は皇太子、活目尊（いくめのみこと、正しくは活目入彦五十狭矛尊（いくめいりびこいさち の みこと）で、のちの垂仁天皇）に報告した。そこで、皇太子は天皇にそのことを奏上し、天皇は勅して鏡を祭らせなさった、という。

## 考証
出雲の神宝であるが、藤田友治によると、「玉菨鎮石」 - 石、「真種の甘美鏡」 - 鏡、「山川の水泳る御魂の玉」 - 玉の三種の神宝が表現されているという（「出雲王朝の『五種の神宝』」より）
「鏡」は中でも立派なものであり、力強く活力を振るう霊力のある鏡であって、水の底に沈んでいることも分かる。出雲振根と戦った吉備、大和連合軍は大和への帰還の途上に丹波の氷上があったため、そこに捨ててしまったから、氷上の戸辺の子供が歌に歌っているわけである。
石は、隠岐島特産の黒曜石であり、金属がなかった縄文時代には鏃や石器につける刃先として、強力な武器になったという。出雲の祭祀には剣に代わる神宝として崇められていたわけである。
松前健は丹波桑田郡の出雲大社は、この出来事ととおそらく関係した神社であったろうと述べている。この託宣自体は児童が「尸童（よりまし）」になって、神がかりして言った言葉であるため、内容の整合性がとれていない（主述がはっきりしていない、意味不明。出雲人による出雲大社の祭祀について、わざわざ「出雲人祭れ」というのは変で、丹波の人がこれを言うのもおかしい）。この託宣などは、おそらく史実そのままではなく、丹波の出雲社の巫覡（フゲキ）の託語であり、丹波の出雲社の創立について、丹波にいた出雲系の巫覡が、こうした託語を発したのであって、これを崇神天皇の時代の出来事に付託したのであろう、としている（『日本神話の形成』、1970年より）。
これに対し、
「同じ丹波でも氷上は西の端で、神社のある東の端の亀岡盆地とは遠く離れており、これを以て出雲神社の創祀とみてよいか否かは疑問」
と大林太良は言っている（『私の一宮巡詣記』、2001年）。